# Michel Ahouanmènou
Michel Ahouanmènou (* 23. Dezember 1916 in Porto-Novo, Kolonie Dahomey, heute: Benin; † 1979) war ein Politiker, der unter anderem zwischen 1971 und 1972 Außenminister der Republik Dahomey war.

## Leben
Michel Ahouanmènou war mehrere Jahre Mitarbeiter des öffentlichen Dienstes und wurde 1946 zum Mitglied des Generalrates der Kolonie Französisch-Dahomey gewählt und vertrat dort die Interessen von Porto-Novo. In den folgenden Jahren wurde er zu einem Unterstützer von Sourou-Migan Apithy, der 1956 Bürgermeister von Porto-Novo wurde. Er war ferner zwischen 1957 und 1959 Mitglied der Versammlung von Französisch-Westafrika, zu dem Französisch-Dahomey gehörte. Trotz seiner wachsenden Opposition zu Apithy innerhalb der Parti Républicain Dahoméen (PRD), stand er außerhalb der Partei loyal zu Apity, der seit dem 4. Dezember 1958 Präsident der Provisorischen Regierung der nunmehr von Frankreich autonomen Republik Dahomey war. Er selbst war zwischen 1959 und 1961 auch Mitglied des Senats der Communauté française, die aus Frankreich und mehreren ehemaligen Kolonien bestand.
1960 wurde Ahouanmènou von Hubert Maga, der seit dem 1. August 1960 erster Präsident der jetzt unabhängigen Republik Dahomey, als Minister für Jugend und Sport sowie Bildungsminister in dessen Regierung berufen. Später war er Kabinettschef von Sourou-Migan Apithy, der vom 25. Januar 1964 und bis zu dessen Sturz durch Christophe Soglo am 27. November 1965 Präsident war. In der Regierung von Präsident Soglo fungierte er zwischen 1966 und 1967 abermals als Bildungsminister. Nach dem Sturz Soglos durch ein Revolutionskomitee unter Führung von Jean-Baptiste Hachème am 19. Dezember 1967 wurde er wegen Unterschlagung angeklagt und kurzzeitig inhaftiert, ehe er später von allen Anklagevorwürfen freigesprochen wurde. Im Anschluss war er von 1967 bis 1971 Botschafter in Frankreich sowie zwischen 1968 und 1971 zugleich als Botschafter in Großbritannien und Italien akkreditiert.
Nach seiner Rückkehr wurde Ahouanmènou 1971 in der Regierung des dreiköpfigen Präsidialrates von Coutoucou Hubert Maga, Justin Ahomadégbé und Sourou-Migan Apithy Nachfolger von Dauda Badaru als Außenminister der Republik Dahomey und bekleidete dieses Amt bis zum Sturz des Präsidialrates durch einen Putsch unter Führung von Major Mathieu Kérékou am 26. Oktober 1972.